# Телефонная сигнализация
Телефонная сигнализация (англ. signaling) в телекоммуникациях — техническое средство для взаимодействия различных устройств друг с другом в рамках обеспечения процедур установления, поддержки и завершения соединения, а также согласования различных параметров, связанных с соединением и передачей данных.

## История
На заре телекоммуникационных технологий телефонный вызов абонента осуществлялся посредством ручной коммутации специалистом-телефонистом, который и выполнял задачи сигнализации. Впоследствии появились декадно-шаговые коммутаторы, в рамках автоматических телефонных станций, где для набора номера использовались электрические импульсы. Импульсный набор можно считать первым видом автоматической телефонной сигнализации.
В современных телекоммуникациях широко распространено большое количество протоколов и стандартов сигнализации, призванных решать различные задачи взаимодействия телефонных устройств.

## Виды сигнализации
- По виду взаимодействующих устройств: абонентская и межстанционная (англ. subscriber signaling и англ. trunk signaling)[1]

В случае если сигнализация обслуживает взаимодействие оконечного терминала абонента с телефонной станцией, её называют абонентской (или оконечной сигнализацией). Взаимодействие телефонных станций одного или разных операторов телефонной связи называют межстанционной сигнализацией.
- По принципу ассоциации с отдельной линией (каналом): выделенная и общеканальная (англ. associated  и англ. non-associated, иначе англ. common signaling)

Выделенная сигнализация подразумевает, что для управления (коммутации) каждого канала/сеанса связи существует выделенное обособленное сигнальное соединение. В общеканальных системах сигнализации общий канал сигнализации используется для обслуживания нескольких каналов передачи данных (голоса, видео, факсимильных соединений, sms и т.п.) одновременно.
- По виду передачи: внутриполосная и внеполосная (англ. inband и англ. outband)[3]

В первом случае сигнализация передаётся теми же техническими средствами и способами, что и данные (т.е. сигнализация передаётся вместе с данными). Напротив, отдельная сигнализация подразумевает, что сигнализация и данные могут передаваться разными способами (технологиями) и даже разными путями (маршрутами), параллельно.

### Примеры
В IP-телефонии, в рамках сеанса связи по протоколу SIP в открытой сети, сигнализация передаётся одним путём, от одного IP-адреса к другому, посредством нескольких SIP Proxy, а медиаданные (RTP/RTCP) могут передаваться совершенно другим путём, напрямую между SIP-терминалом абонента А, непосредственно к SIP-терминалу абонента Б. При этом каждый сеанс связи в протоколе SIP индивидуален и сигнализация обслуживает только данный сеанс связи.
Поэтому сигнализацию SIP можно назвать отдельной и ассоциированной. При этом на пути прохождения вызова она может быть как транзитной, так и оконечной.
В то же время система ОКС-7 по виду передачи и ассоциации с каналами считается отдельной и общеканальной, предназначенной только для транзита вызовов между коммутаторами.

## Протоколы сигнализации

### ТФОП
- R1, R2[англ.], в том числе:
  - тональные сигналы DTMF
  - MFC (Multi Frequency Compelled)[1]
- SS5[англ.] (MVF, Multi Friequency Pulse, CCITT No. 5)[2]
- Q.931
- ОКС-7, в том числе[2]:
  - ISUP (ISDN User Part)

### VoIPиNGN
- H.323 / H.225 / H.245
- SIP
- MGCP
- H.248

### Системы подвижной радиосвязи
- MDC (Motorola Data Communications)
- CTCSS
- PTT
- Quik Call I

### Абонентский доступ
- DSS
- WLL
- V5.1 и V5.2